# CREBBP
CREBBP (англ. cyclic AMP response element binding protein), CREB-зв'язувальний білок (англ. CREB binding protein) — білок, який кодується однойменним геном, розташованим у людей на короткому плечі 16-ї хромосоми. CREBBP (як і його близький гомолог, EP300, функціонує як транскрипційний коактиватор, тобто за допомогою білок-білкових взаємодій пов'язує різні білкові трансактиватори транскрипції з основним транскрипційним комплексом. Довжина поліпептидного ланцюга білка становить 2 442 амінокислот, а молекулярна маса — 265 351. Вперше дослідники його описали 1993 року.
| 10         |  | 20         |  | 30         |  | 40         |  | 50         |
| ---------- |  | ---------- |  | ---------- |  | ---------- |  | ---------- |
| MAENLLDGPP |  | NPKRAKLSSP |  | GFSANDSTDF |  | GSLFDLENDL |  | PDELIPNGGE |
| LGLLNSGNLV |  | PDAASKHKQL |  | SELLRGGSGS |  | SINPGIGNVS |  | ASSPVQQGLG |
| GQAQGQPNSA |  | NMASLSAMGK |  | SPLSQGDSSA |  | PSLPKQAAST |  | SGPTPAASQA |
| LNPQAQKQVG |  | LATSSPATSQ |  | TGPGICMNAN |  | FNQTHPGLLN |  | SNSGHSLINQ |
| ASQGQAQVMN |  | GSLGAAGRGR |  | GAGMPYPTPA |  | MQGASSSVLA |  | ETLTQVSPQM |
| TGHAGLNTAQ |  | AGGMAKMGIT |  | GNTSPFGQPF |  | SQAGGQPMGA |  | TGVNPQLASK |
| QSMVNSLPTF |  | PTDIKNTSVT |  | NVPNMSQMQT |  | SVGIVPTQAI |  | ATGPTADPEK |
| RKLIQQQLVL |  | LLHAHKCQRR |  | EQANGEVRAC |  | SLPHCRTMKN |  | VLNHMTHCQA |
| GKACQVAHCA |  | SSRQIISHWK |  | NCTRHDCPVC |  | LPLKNASDKR |  | NQQTILGSPA |
| SGIQNTIGSV |  | GTGQQNATSL |  | SNPNPIDPSS |  | MQRAYAALGL |  | PYMNQPQTQL |
| QPQVPGQQPA |  | QPQTHQQMRT |  | LNPLGNNPMN |  | IPAGGITTDQ |  | QPPNLISESA |
| LPTSLGATNP |  | LMNDGSNSGN |  | IGTLSTIPTA |  | APPSSTGVRK |  | GWHEHVTQDL |
| RSHLVHKLVQ |  | AIFPTPDPAA |  | LKDRRMENLV |  | AYAKKVEGDM |  | YESANSRDEY |
| YHLLAEKIYK |  | IQKELEEKRR |  | SRLHKQGILG |  | NQPALPAPGA |  | QPPVIPQAQP |
| VRPPNGPLSL |  | PVNRMQVSQG |  | MNSFNPMSLG |  | NVQLPQAPMG |  | PRAASPMNHS |
| VQMNSMGSVP |  | GMAISPSRMP |  | QPPNMMGAHT |  | NNMMAQAPAQ |  | SQFLPQNQFP |
| SSSGAMSVGM |  | GQPPAQTGVS |  | QGQVPGAALP |  | NPLNMLGPQA |  | SQLPCPPVTQ |
| SPLHPTPPPA |  | STAAGMPSLQ |  | HTTPPGMTPP |  | QPAAPTQPST |  | PVSSSGQTPT |
| PTPGSVPSAT |  | QTQSTPTVQA |  | AAQAQVTPQP |  | QTPVQPPSVA |  | TPQSSQQQPT |
| PVHAQPPGTP |  | LSQAAASIDN |  | RVPTPSSVAS |  | AETNSQQPGP |  | DVPVLEMKTE |
| TQAEDTEPDP |  | GESKGEPRSE |  | MMEEDLQGAS |  | QVKEETDIAE |  | QKSEPMEVDE |
| KKPEVKVEVK |  | EEEESSSNGT |  | ASQSTSPSQP |  | RKKIFKPEEL |  | RQALMPTLEA |
| LYRQDPESLP |  | FRQPVDPQLL |  | GIPDYFDIVK |  | NPMDLSTIKR |  | KLDTGQYQEP |
| WQYVDDVWLM |  | FNNAWLYNRK |  | TSRVYKFCSK |  | LAEVFEQEID |  | PVMQSLGYCC |
| GRKYEFSPQT |  | LCCYGKQLCT |  | IPRDAAYYSY |  | QNRYHFCEKC |  | FTEIQGENVT |
| LGDDPSQPQT |  | TISKDQFEKK |  | KNDTLDPEPF |  | VDCKECGRKM |  | HQICVLHYDI |
| IWPSGFVCDN |  | CLKKTGRPRK |  | ENKFSAKRLQ |  | TTRLGNHLED |  | RVNKFLRRQN |
| HPEAGEVFVR |  | VVASSDKTVE |  | VKPGMKSRFV |  | DSGEMSESFP |  | YRTKALFAFE |
| EIDGVDVCFF |  | GMHVQEYGSD |  | CPPPNTRRVY |  | ISYLDSIHFF |  | RPRCLRTAVY |
| HEILIGYLEY |  | VKKLGYVTGH |  | IWACPPSEGD |  | DYIFHCHPPD |  | QKIPKPKRLQ |
| EWYKKMLDKA |  | FAERIIHDYK |  | DIFKQATEDR |  | LTSAKELPYF |  | EGDFWPNVLE |
| ESIKELEQEE |  | EERKKEESTA |  | ASETTEGSQG |  | DSKNAKKKNN |  | KKTNKNKSSI |
| SRANKKKPSM |  | PNVSNDLSQK |  | LYATMEKHKE |  | VFFVIHLHAG |  | PVINTLPPIV |
| DPDPLLSCDL |  | MDGRDAFLTL |  | ARDKHWEFSS |  | LRRSKWSTLC |  | MLVELHTQGQ |
| DRFVYTCNEC |  | KHHVETRWHC |  | TVCEDYDLCI |  | NCYNTKSHAH |  | KMVKWGLGLD |
| DEGSSQGEPQ |  | SKSPQESRRL |  | SIQRCIQSLV |  | HACQCRNANC |  | SLPSCQKMKR |
| VVQHTKGCKR |  | KTNGGCPVCK |  | QLIALCCYHA |  | KHCQENKCPV |  | PFCLNIKHKL |
| RQQQIQHRLQ |  | QAQLMRRRMA |  | TMNTRNVPQQ |  | SLPSPTSAPP |  | GTPTQQPSTP |
| QTPQPPAQPQ |  | PSPVSMSPAG |  | FPSVARTQPP |  | TTVSTGKPTS |  | QVPAPPPPAQ |
| PPPAAVEAAR |  | QIEREAQQQQ |  | HLYRVNINNS |  | MPPGRTGMGT |  | PGSQMAPVSL |
| NVPRPNQVSG |  | PVMPSMPPGQ |  | WQQAPLPQQQ |  | PMPGLPRPVI |  | SMQAQAAVAG |
| PRMPSVQPPR |  | SISPSALQDL |  | LRTLKSPSSP |  | QQQQQVLNIL |  | KSNPQLMAAF |
| IKQRTAKYVA |  | NQPGMQPQPG |  | LQSQPGMQPQ |  | PGMHQQPSLQ |  | NLNAMQAGVP |
| RPGVPPQQQA |  | MGGLNPQGQA |  | LNIMNPGHNP |  | NMASMNPQYR |  | EMLRRQLLQQ |
| QQQQQQQQQQ |  | QQQQQQGSAG |  | MAGGMAGHGQ |  | FQQPQGPGGY |  | PPAMQQQQRM |
| QQHLPLQGSS |  | MGQMAAQMGQ |  | LGQMGQPGLG |  | ADSTPNIQQA |  | LQQRILQQQQ |
| MKQQIGSPGQ |  | PNPMSPQQHM |  | LSGQPQASHL |  | PGQQIATSLS |  | NQVRSPAPVQ |
| SPRPQSQPPH |  | SSPSPRIQPQ |  | PSPHHVSPQT |  | GSPHPGLAVT |  | MASSIDQGHL |
| GNPEQSAMLP |  | QLNTPSRSAL |  | SSELSLVGDT |  | TGDTLEKFVE |  | GL         |

A: Аланін

C: Цистеїн

D: Аспарагінова кислота

E: Глутамінова кислота

F: Фенілаланін

G: Гліцин

H: Гістидин

I: Ізолейцин

K: Лізин

L: Лейцин

M: Метіонін

N: Аспарагін

P: Пролін

Q: Глутамін

R: Аргінін

S: Серин

T: Треонін

V: Валін

W: Триптофан

Кодований геном білок за функціями належить до ацилтрансфераз, є активатором, має сайти фосфорилювання. Має сайт для зв'язування з іоном цинку.
Задіяний у таких біологічних процесах, як регуляція транскрипції, ацетилювання гістонів та негістонових білків, керування біологічними ритмами, взаємодія хазяїн-вірус тощо.
Локалізований у цитоплазмі, ядрі.

## Ген
Ген CREBBP у людини розташований на 16-й хромосомі і займає локус 16p13.3. Ген містить 34 екзони і експресується повсюдно, зокрема і на ембріональному етапі розвитку. Ген розташований на мінус-ланцюгові. Довжина гена становить близько 190 тисяч пар основ (kb), транскрипція йде від центромери до теломери. Довжина мРНК становить 8,7 kb, з яких на кодувальну послідовність припадає 7,3 kb.
Гомологи CREBBP є у багатьох багатоклітинних організмів, зокрема мух, черв'яків і рослин, однак відсутні в нижчих еукаріот, наприклад, дріжджів. У даніо-реріо патерни експресії CREBBP і його метилування відіграють роль у ході розвитку організму. У ящірки анолісу каролінського експресія CBP різна у двох статей.

## Структура
CREBBP — це білок з молекулярною масою 265 кДа, який складається з 2442 амінокислот. Локалізується в ядрі. За будовою він дуже схожий на гомологічний білок p300, разом з яким CBP становить родину коактиваторів p300-CBP.
Значна частина функціональних доменів цих двох білків високо консервативна. Серед цих доменів 4 відомі трансактиваційні домени (TAD):
- Перша цистеїн/гістидин-збагачена ділянка (CH1), у яку входить транскрипційний адаптерний цинковий палець 1 (англ. transcriptional adapter zinc finger 1, TAZ1);
- Домен KIX, який взаємодіє з CREB;
- Ще одна цистеїн/гістидин-збагачена ділянка (СН3), що містить цинковий палець TAZ2 і цинковий палець типу ZZ;
- Коактиваторний зв'язувальний домен ядерних рецепторів (англ. nuclear receptor co-activator binding domain, NCBD), також відомий як інтерферон-зв'язуючий домен (англ. interferon-binding domain, IBiD). Ці TAD забезпечують різні білок-білкові взаємодії CBP з ДНК-зв'язувальними факторами транскрипції, ключовими компонентами транскрипційної машинерії та іншими коактиваторами транскрипції (докладніше див. нижче).

Крім того, і p300, і CBP також містять домен з гістонацетилтрансферазною активністю (НАТ), який ацилює гістони та інші білки. Поруч з ним перебуває бромодомен, який зв'язується з ацильованими амінокислотними залишками лізину і може залучати CBP до специфічних сайтів на хромосомах . Поруч з каталітичною ділянкою розташовується ще одна цистеїн / гістидин-збагачена ділянка (CH2), що включає бромодомен і PHD-палець, який зв'язується з коферментом А. Наявність цього мотиву унікальна для CBP, він відсутній в інших білків з гістонацетилтрансферазною активністю.

Принципова схема структури CBP / Р300 із зазначенням доменів

## Дія на клітинному рівні
Ген CREBBP експресується повсюдно і бере участь у транскрипційній коактиваціі багатьох факторів транскрипції. Білок CREBBP вперше був описаний як ядерний білок, який зв'язується білком CREB. Цей ген, як тепер відомо, відіграє важливу роль в ембріональному розвитку, контролі зростання і підтримці гомеостазу. Показано, що миші, у яких нокаутований ген CREBBP або EP300, який кодує білок Р300, гинуть на ранніх етапах розвитку. Крім того, миші, у яких був тільки один функціональний алель кожного з генів CREBBP і EP300 замість двох, також гинули в ході ембріогенезу. Імовірно, для розвитку ембріона критичне значення має загальний сумарний вміст білків CBP і p300, який в обох випадках становив половину від нормального. На відміну від організму в цілому, окремі клітини можуть розвиватися за відсутності білку CBP або p300. Наприклад, у мишей В- і Т-клітини, позбавлені або CBP, або P300, розвивалися нормально в умовах in vivo, а позбавлені обох білків одночасно гинули.
CBP, як і p300, підвищує експресію генів-мішеней за допомогою таких основних механізмів:
- Релаксація хроматину в області промоторів за допомогою ацилювання гістонів;
- Рекрутування ключових елементів транскрипційного комплексу, зокрема РНК-полімерази II, до промоторів;
- Функціонування як опорного білка (білка скефолда[en]) для стабілізації взаємодій інших факторів транскрипції з транскрипційним комплексом[22].

CBP, як і p300, переважно ацилює N-кінцеві хвости гістонів, а саме залишки K12 (лізин 12) і K15 гістона H2B, K14 і K18 гістона H3 і K5 і K8 гістона H4. Однак CBP ацилює не лише гістони, а й негістонові білки, такі як різні чинники і коактиватори транскрипції. Ці модифікації можуть змінювати білок-білкові взаємодії, взаємодії білків з ДНК, а також ядерну локалізацію білків. Інші важливі партнери CBP і p300 — білки реплікації і репарації ДНК, зокрема, PCNA, FEN1, POLB, TDG. Крім того, CBP і p300 можуть взаємодіяти і з білками, які не мають безпосереднього відношення до хроматину, зокрема, з цикліном Е і циклін-залежною кіназою 2, тим самим беручи участь у регуляції клітинного циклу. CBP і p300 беруть участь в регуляції руйнування транскрипційного фактора p53. Показано, що регіон CH-1 CBP і може проявляти напівубіквітинлігазну активність p53, тим самим безпосередньо впливаючи на його деградацію. Нарешті, CBP, як і p300, можуть ацетилювати білки, пов'язані з ядерним транспортом, зокрема, KPNA2 та імпортин-α7.
CBP використовується як білок скефолда багатьма транскрипційними факторами, серед яких JUN, c-myb, MYOD1, E2F1, YY1, а також члени надродини рецепторів стероїдних гормонів (повний список білків, з якими взаємодіє CBP, див. нижче).
Результати останніх (станом на 2009 рік) досліджень показали, що CBP-опосередковане посттрансляційне N-глікозилювання змінює конформацію білків, що взаємодіють з CBP, регулюючи таким чином експресію генів, клітинний ріст і диференціацію.

## Фізіологічні функції
CBP задіяний у сигнальних шляхах G-білків і через них бере участь у відповіді клітини на зв'язування адреналіну. Деякі G-білки в активованому стані стимулюють аденілатциклазу, внаслідок чого рівень цАМФ у клітині підвищується. цАМФ активує протеїнкіназу А (PKA), яка складається з чотирьох субодиниць: двох регуляторних і двох каталітичних. Зв'язування цАМФ з регуляторними субодиницями викликає звільнення каталітичних субодиниць, які внаслідок цього можуть переміститися в ядро і взаємодіяти з транскрипційними факторами, таким чином впливаючи на експресію генів. Транскрипційний фактор CREB зв'язується з послідовністю ДНК, що має назву елемент відгуку на цАМФ (CRE). Він фосфорилюється протеїнкіназою A по залишку серину (Ser 133) в домені KID. Ця модифікація стимулює взаємодію домену KID CREB з доменом KIX CBP або p300, внаслідок чого посилюється транскрипція генів, підконтрольних CREB, зокрема і тих, які беруть участь у глюконеогенезі. Цей сигнальний шлях запускається при зв'язуванні адреналіну з клітиною-мішенню.
Величезна кількість експериментальних даних свідчать про ключову роль ацетилювання гістонів у пластичності синапсів у ссавців (зокрема довготривалої потенціації), пам'яті та поведінкової адаптації до навколишнього середовища. Початкові свідоцтва пов'язані зі спостереженням, що стосуються хворих синдромом Рубінштейна — Тейбі: у них мутації, що зачіпають CBP, призводять до розумової відсталості. Крім того, миші, мутантні за CREBBP, мали порушення довготривалої пам'яті. Подальші експерименти показали, що CBP важливий не для нейронної пластичності, але й для виживання нейронів, пов'язаного з їхньою активністю, і нейрогенезом.
Порушення з боку імунної системи, які проявляються у пацієнтів з синдромом Рубінштейна — Тейбі, свідчать про важливу роль CBP у функціонуванні імунної системи і запальних процесах. Ймовірно, цей ефект обумовлений ненормально зниженою експресією таких важливих для імунітету білків, як CREB, NF-κB, c-jun, c-Fos, BCL2 і c-Myc, обумовленою відсутністю активності CBP. Справді, регулюючи активність транскрипційних факторів NF-κB і AP-1, які активують гени, пов'язані з хронічним і гострим запаленням, CBP може відігравати важливу роль у контролі запалення на рівні транскрипції. Встановлено, що CBP задіяний в експресії білка CD59, який бере участь у захисті клітин організму від атак з боку системи комплементу.
CBP відіграє важливу роль у функціонуванні жіночої репродуктивної системи. На мишах показано, що він необхідний для експресії лютеїнізуючого гормону-бета і підтримки нормальної фертильності. Крім того, CBP необхідний для експресії генів-мішеней лютеїнізуючого гормону під час овуляції. Він також бере участь у клітинній відповіді на зв'язування естрогену.
CBP і p300 відіграють важливу роль у функціонуванні фоторецепторів (паличок і колбочок): колбочко-паличковий гомеобоксовий білок (англ. cone-rod homeobox protein, CRX) залучає їх до промоторів необхідних генів, де вони ацетилюють гістони і сприяють їх експресії. Цікаво, що нокаут одного з генів CREBBP і EP300 не чинив майже ніякого ефекту на фоторецепторні клітини, а нокаут обох генів сильно змінював їхню морфологію і функціонування. Такий ефект був пов'язаний зі зниженням ацетилювання гістонів H3 і H4, що є наслідком дисфункції і p300.
Показано можливість участі CBP в адипогенезі.

## Регуляція
Ацетилтрансферазна активність CBP позитивно регулюється фосфорилюванням MAP-кінази MAPK1/MAPK3, Cdk2 і протеїнкіназою А. При цьому фосфорилювання консервативного залишку серину в положенні 89 (S89) протеїнкіназою C-δ знижує ацетилтрансферазну активність CBP. Ацетилтрансферазна активність CBP може змінюватися (як в позитивний, так і в негативний бік) при взаємодії з іншими білками. Наприклад, вона посилюється при взаємодії з такими транскрипційними факторами, як C/EBP-α, NFE2 і HNF-1α і знижується при взаємодії з транскрипційним фактором PU.1. При цьому всі перераховані білки взаємодіють з одним і тим самим сайтом CBP — ділянкою CH3. Механізми того, як білки, які взаємодіють з CBP в одному і тому ж сайті, впливають на його активність протилежним чином, станом на 2017 рік не зрозумілі.
Станом на 2017 рік розробляються штучні інгібітори CBP, деякі з яких можуть знайти потенційне застосування в медицині (наприклад, ICG-001 пригнічує ріст ракових клітин у підшлунковій залозі). Інгібітори можуть зв'язуватися, наприклад, з бромодоменом CBP.

## Клінічне значення

### Синдром Рубінштейна— Тейбі

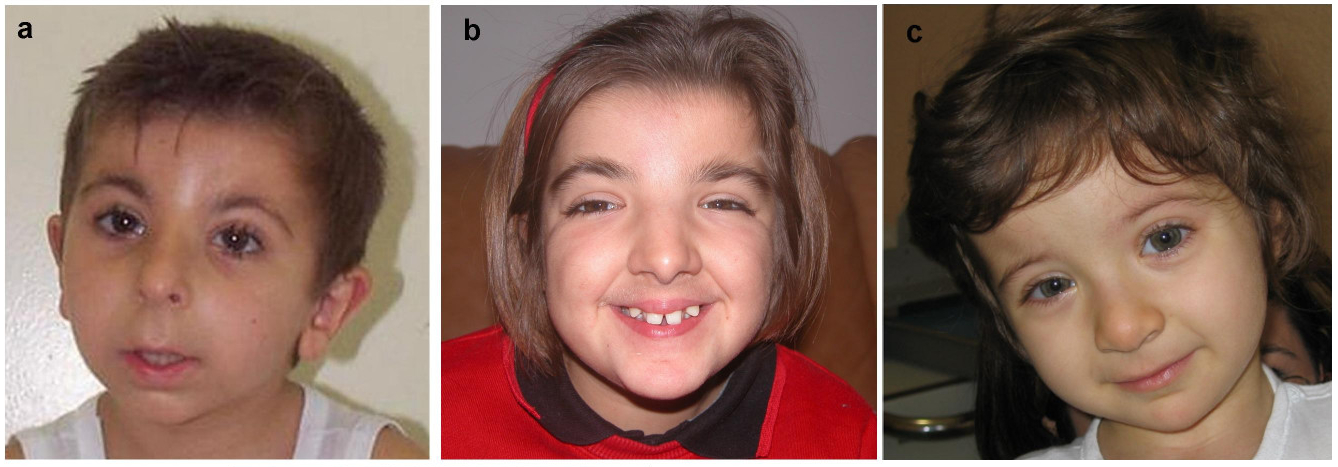
Хворі на синдром Рубінштейна — Тейбі з характерними лицьовими аномаліями

Мутації в гені CREBBP викликають синдром Рубінштейна — Тейбі (RTS). Однак RTS може розвиватися і при мутаціях гена EP300. Пацієнти з RTS характеризуються множинними вродженими вадами, відставанням у розумовому і післяродовому розвитку, мікроцефалією, характерними лицьовими аномаліями, широкими, часто загостреними пальцями рук і збільшеними пальцями ніг. Частота розповсюдженості цього захворювання становить 1 випадок на 100 тисяч-125 тисяч новонароджених. Зазвичай пацієнти з RTS мають підвищений ризик розвитку пухлин. У людини фенотипи, які проявляються при гаплонедостатності по CREBBP і при дрібних делеціях і мутаціях, що призводять до утворення укороченої форми білка, не розрізняються. У мишей гетерозиготна делеція або вкорочення CBP призводить до фенотипу, який нагадує RTS. Список описаних мутацій CREBBP, що призводять до розвитку RTS, постійно поповнюється. У загальному випадку до RTS призводять ті мутації CREBBP, які пригнічують його гістонацетилтрансферазну активність.

### Гострий мієлоїдний лейкоз
Хромосомні транслокації, що зачіпають CREBBP, пов'язують з гострим мієлоїдним лейкозом (AML). До AML також можуть призводити транслокації в EP300. Ба більше, транслокації, що зачіпають CREBBP і викликають AML, можуть бути наслідком протиракової хіміотерапії (наприклад, при лікуванні раку молочної залози). У разі цих збалансованих транслокацій 5'-кінець генів MLL, MOZ або MORF зшивається з 3'-кінцем гена CBP або p300, і навпаки. Це призводить до утворення химерних білків, наприклад, MLL-CBP і CBP-MLL. Химерні білки, у яких CBP (p300) зливається з іншим своїм C-кінцем (MLL–CBP, MLL–p300, MOZ–CBP, MOZ–p300, MORF–CBP), мабуть, відіграють ключову роль у розвитку лейкемій, а матричні РНК, що кодують зворотні білки (наприклад, CBP-MLL), у пацієнтів з AML не виявлені. На відміну від RTS, при якому CBP і p300 нефункціональні, в разі описаних вище транслокацій HAT-домени CBP і p300 залишаються інтактними в химерних білках. Однак CBP і p300 починають працювати неправильно (наприклад, вони працюють не з тими послідовностями), тому у випадку AML мають місце мутації набуття, а не втрати функції.

### Інші ракові захворювання
На відміну від p300, який є класичним супресором пухлин, ситуація з CBP менш зрозуміла. З одного боку, схильність до пухлиноутворення у пацієнтів з RTS, а також той факт, що і CBP, і p300 є мішенями вірусів, що змінюють ДНК (аденовірус, SV40, вірус папіломи людини), говорить про те, що CBP теж може функціонувати як пухлинний супресор. Однак у тих пухлинних клітинах, у яких були мутації в CREBBP, мутованою виявився тільки один аллель, інший залишився інтактним і функціональним. Це суперечить уявленню про CBP як про класичний пухлинний супресор. Роль CBP показано в таких видах раку, як рак товстої кишки, легень, підшлункової залози та інших ракових захворюваннях.
Встановлено, що CBP-залежний сигнальний шлях Wnt / β-Катенін перебуває в постійно активованому стані в ракових клітинах, що стійкі до дії протипухлинного препарату доксорубіцину. Порушення взаємодії CBP з β-катеніном, що зупиняє роботу сигнального шляху, фармакологічним шляхом може відновити чутливість ракових клітин до цього препарату і поліпшити прогноз для пацієнта. Крім того, показано, що інгібітор комплексу CREB-CBP, нафтол-AS-TR-фосфату, можна застосовувати для лікування раку легень.

### Порушення з боку нервової системи
Багато нейродегенеративних захворювань людини (хорея Гантінгтона (HD), синдром Кенеді та інші) пов'язані з подовженням області поліглутамінових повторів у певних білках (зокрема, гантінгтіні в разі HD і андрогеновому рецепторі при синдромі Кенеді), яке призводить до утворення нерозчинних агрегатів. Вони можуть зв'язуватися з поліглутаміновими трактами нормальних білків, зокрема, CBP, який має ділянку з 18 залишків глутаміну (залишки 2199—2216) у своєму Q-збагаченому C-кінці. При зв'язуванні з такими агрегатами відбувається інактивація CBP, яка, мабуть, і обумовлює їх токсичність: ектопічна надекспресія CBP зменшувала смертність клітин в культурі, викликану утворенням глутамінових агрегатів. Експерименти з дрозофілами показали, що розвиток нейродегенеративного фенотипу пригнічувався при обробці інгібіторами деацетилаз, що є доказом необхідності гістонацетилтрансферазної функції CBP для запобігання розвитку нейродегенеративних захворювань.
Показано участь CBP (і p300) в апоптозі нейронів, який відбувається при хворобі Альцгеймера (AD). Передбачається, що при цьому CBP руйнується каспазою-6, що знижує рівень ацетилювання гістонів. Цікаво, що збільшення вмісту CBP пов'язане з раннім розвитком AD. Продемонстровано, що опосередковане пресеніліном-1 розрізання N-кадгеринів призводило до утворення пептиду N-Cad / CTF2, який в цитоплазмі  зв'язується з CBP і сприяє його протеасомному руйнуванню. Зменшення кількості CBP призводить до пригнічення транскрипції генів, які активуються CREB. Варто відзначити, що мутації пресеніліна-1 спостерігаються при сімейних формах AD, причому вони можуть призводити як втрати, так і набуття функції CBP. Крім того, показано, що CBP функціонує як регулятор циркадних ритмів, і його руйнування, індуковане бета-амілоїдом, призводить до порушення циркадних ритмів при AD. Є дані, що свідчать про зв'язок CBP з розвитком бічного аміотрофічного склерозу. Передбачають, що препарати, які компенсують втрату функції CBP, можна застосовувати в лікуванні нейродегенеративних захворювань.
Є дані, що порушення гістонацетилтрансферазної активності CBP викликає проблеми при формуванні довготривалої пам'яті.
CBP може бути залучений у розвиток деяких психіатричних порушень. Дослідження 2012 року показало, що однонуклеотидні поліморфізми в гені CREBBP можуть бути асоційовані з розвитком шизофренії, значного депресивного розладу і біполярного афективного розладу і впливати на відповідь пацієнтів на лікування. Ба більше, поліморфізми в цьому гені можуть бути пов'язані з чутливістю до наркотичних речовин, наприклад, героїну, а також алкоголю, і слугувати факторами розвитку звикання до них. В прилеглому ядрі CBP регулює індуковане кокаїном ацетилювання гістонів і необхідний для розвитку поведінкових реакцій, пов'язаних з вживанням кокаїну.

### Інші захворювання
CBP і p300 часто є мішенями вірусів. Наприклад, показано, що коров'ячий білок вірусу гепатиту B підсилює транскрипцію генів, підконтрольних CRE, діючи на шлях CRE/CREB/CBP.
У 2012 році було показано участь CBP в розвитку муковісцидоз а.

## Взаємодії з іншими білками
У таблиці нижче перераховані ключові білки, які взаємодіють з різними доменами CREBBP.
| Домен                            | Білки, які з ним взаємодіють                                      | Група                                                                                 |
| -------------------------------- | ----------------------------------------------------------------- | ------------------------------------------------------------------------------------- |
| TAZ1                             | TBP p53 FOXO3 HIF1A CITED2 STAT2                                  | загальний транскрипційний фактор транскрипційний фактор                               |
| KIX (сайт c-Myb)                 | CREB c-Myb p53 FOXO3a                                             | транскрипційний фактор транскрипційний фактор                                         |
| KIX (сайт MLL)                   | MLL p53 FOXO3a HTLV-1HBZ C-jun E2A HTLV-1 Tax                     | транскрипційний фактор транскрипційний фактор Вірусний білок                          |
| KIX (два сайти)                  | p53 FOXO3a                                                        | транскрипційний фактор транскрипційний фактор                                         |
| KIX (сайт зв'язування невідомий) | BRCA1 SREBP                                                       | транскрипційний фактор транскрипційний фактор                                         |
| бромодомен                       | Гістон H4 p53                                                     | гістон транскрипційний фактор                                                         |
| TAZ2                             | E1A TFIIB KAT2B GCN5 p53 FOXO3a STAT1 MEF2                        | білок аденовірусу Загальний транскрипційний фактор Коактиватор транскрипційний фактор |
| NCBD (IBid)                      | p53 IRF3 ACTR                                                     | транскрипційний фактор транскрипційний фактор Коактиватор                             |
| Мотиви LXXLL                     | Ретиноїдний X-рецептор Естрогеновий рецептор Андрогенний рецептор | ядерний рецептор Ядерний рецептор                                                     |